# 繆宣
繆宣（1499年—1564年），字時化，直隸蘇州府常熟縣人，民籍，明朝政治人物。

## 生平
嘉靖二十二年（1543年）癸卯科應天鄉試第七十六名舉人，二十三年（1544年）中式甲辰科會試第一百二十二名，三甲第四十一名進士。授江西泰和縣知縣。时值大饥，盗贼充斥，公不忍动之以兵，遂下令安抚，招致馋言，治泰和未三载即遭解职，卒于甲子（1564年）六月十六日，得年六十有六。丙寅（1566年）葬虞山露台山居之新阡。
1994年9月29日，常熟博物馆考古部对明代泰和令缪宣夫妇合葬墓进行了清理发掘。

## 家族
曾祖繆士賓；祖父繆杲，壽官；父繆京，母陳氏。永感下。